# لئونید سوبینوف
لئونید سوبینوف (روسی: Леони́д Вита́льевич Со́бинов؛ ۷ ژوئن ۱۸۷۲ – ۱۴ اکتبر ۱۹۳۴) خواننده اپرا با صدای تنور و وکیل اهل امپراتوری روسیه بود که محبوبیتش تا دوران اتحاد جماهیر شوروی ادامه یافت. او در سال ۱۹۲۳ به عنوان هنرمند مردمی جمهوری شوروی فدراتیو سوسیالیستی روسیه برگزیده شد.